# Festival international du film de Cleveland
Pour les articles homonymes, voir CIFF.
Le festival international du film de Cleveland (Cleveland International Film Festival ou CIFF) est un festival de cinéma se déroulant chaque année depuis 1977 à Cleveland.

## Roxanne T. Mueller Audience Choice
- 1988 : Le Grand Chemin
- 1989 : La Bête de guerre
- 1990 : Cinema Paradiso
- 1991 : La Fracture du myocarde
- 1992 : Avril enchanté
- 1993 : Le Cheval venu de la mer
- 1994 : Backbeat
- 1995 : The Sum of Us
- 1996 : Small Wonders
- 1997 : Shall We Dance?
- 1998 : Karakter
- 1999 : Return with Honor (en)
- 2000 : Butterfly (en)
- 2001 : Big Eden
- 2002 : Babí léto
- 2003 : Spellbound
- 2004 : Born into Brothels
- 2005 : Mad Hot Ballroom (en)
- 2006 : Va, vis et deviens
- 2007 : Darius Goes West (en)
- 2008 : One Bad Cat: The Reverend Albert Wagner Story
- 2009 : Cherry Blossoms
- 2010 : Louder Than a Bomb (en)
- 2011 : Vincent, ses amis et sa mer
- 2012 : Under African Skies
- 2013 : Good Ol' Freda
- 2014 : Matt Shepard is a Friend of Mine
- 2015 : Becoming Bulletproof
- 2016 : Romeo Is Bleeding
- 2017 : Big Sonia
- 2018 : The Drummer and the Keeper